# بهدان اسلاما
بُهدان اسلاما (چکی: Bohdan Sláma؛ زادهٔ ۲۹ مهٔ ۱۹۶۷) کارگردان فیلم و فیلم‌نامه‌نویس اهل جمهوری چک است.

## گزیدهٔ آثار
- ۲۰۱۲ - چهار خورشید
- ۲۰۰۵ - چیزی شبیه خوشبختی (برندهٔ صدف طلایی در جشنواره بین‌المللی فیلم سن‌سباستین)
- ۲۰۰۱ - زنبورهای وحشی (برندهٔ جایزهٔ ببر VPRO در جشنواره بین‌المللی فیلم روتردام)